# Mayatalen

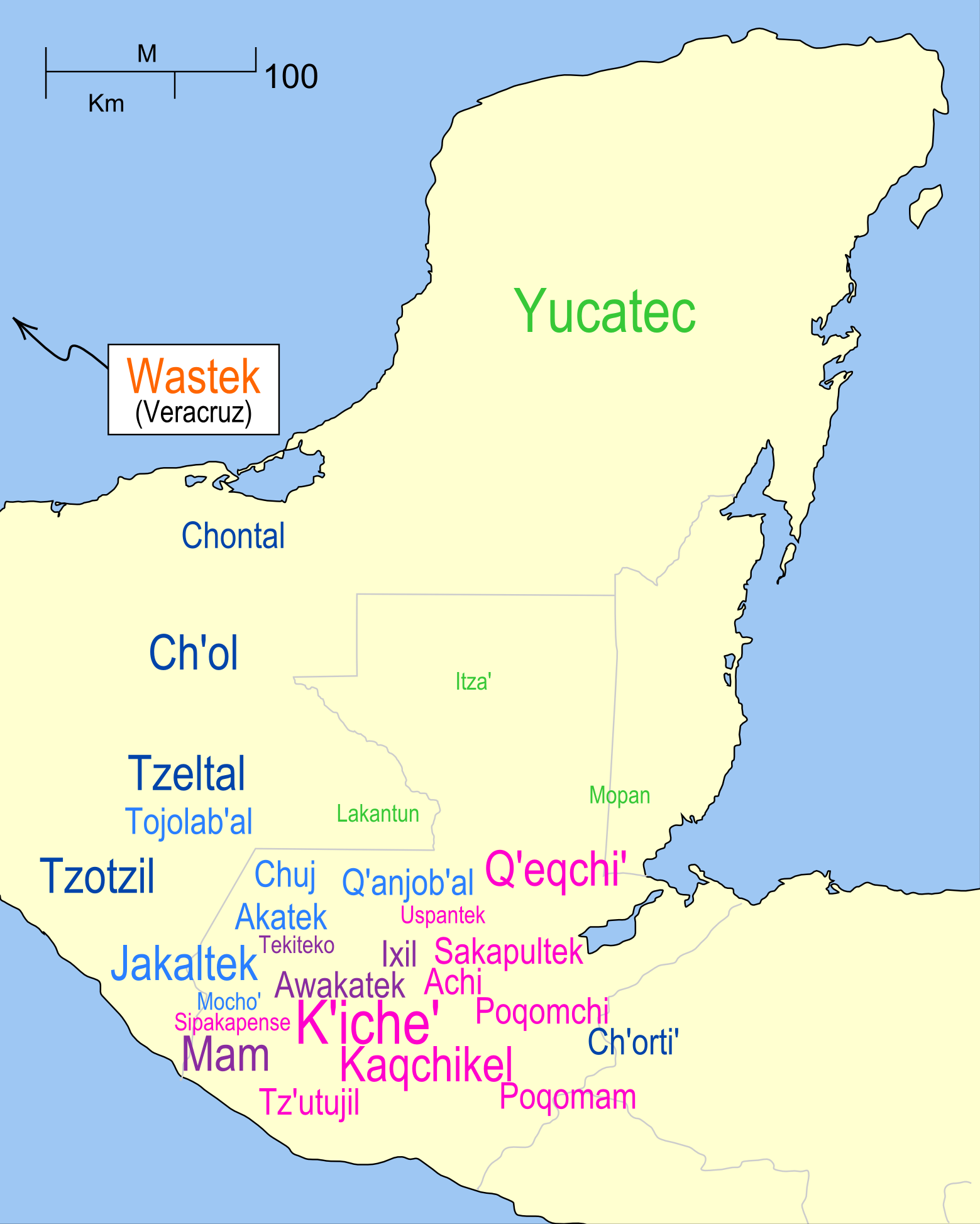
Verspreiding van de verschillende Mayatalen

De Mayatalen worden gesproken in Mexico, Belize, Guatemala en westelijk Honduras en door vrij grote groepen Mayaanse vluchtelingen in de Verenigde Staten. Bij elkaar worden ze door ca. 6 miljoen mensen gesproken. De meest gesproken Mayataal, K'iche', heeft ongeveer 2,3 miljoen sprekers.

## Overzicht
De Mayatalen hebben gezamenlijk zo'n 6 miljoen sprekers. Sommige daarvan kunnen zich zelfs in een groeiend aantal sprekers verheugen, maar een aantal is bedreigd, of al uitgestorven. Naar analogie met woorden als 'Romaans' en Javaans' worden de Mayatalen soms Mayaanse talen genoemd. Een van de meest gesproken Mayatalen is het Yucateeks Maya, dat ook wel gewoon 'Maya' genoemd wordt. Met 'Klassiek Maya' wordt meestal het Maya bedoeld dat van 200 tot 900 na Chr. neergeschreven werd in een hiërogliefenschrift, en dat 'oud-Cholaans' genoemd zou kunnen worden.
De Mayatalen worden, met uitzondering van het Huasteeks (Huaxteeks), gesproken in het gebied dat in het westen wordt begrensd door de Landengte van Tehuantepec en in het oosten tot even over de grens van Guatemala met Honduras en El Salvador reikt. Het eigenaardige Huasteeks wordt daarentegen een stuk verder naar het westen, in de Mexicaanse staat Veracruz, gesproken. Huasteeks is waarschijnlijk ook al zeer lang geleden van de andere leden van de groep afgesplitst.
De Mayatalen worden in de Amerindische hypothese tot de Amerindische taalfamilie gerekend, die vrijwel alle indiaanse talen omvat,  maar die "superfamilie" wordt door de meeste linguïsten niet geaccepteerd. De veronderstelde Macro-Mayataalfamilie (Mixe-Zoque, Totonaaks, Maya en (volgens sommigen) Huave) is evenmin bewezen.

## Lijst van Mayatalen

Glottochronologische stamboom van de Mayatalen

- Cholaans-Tzeltalaans
  - Chol
  - Ch'olti'
  - Ch'orti'
  - Chontal
  - Tzeltal
  - Tzotzil
- Huasteeks
  - Huasteeks
  - Chicomucelteeks
- Kanjobalaans-Chujeaans
  - Chuj
  - Tojolabal
  - Jacalteeks
  - Q'anjob'al
  - Mocho'
- Quicheaans-Mams
  - Groot Mams
    - Ixil
    - Mams
      - Mam
      - Aguacateeks
      - Tectiteeks

  - Groot Quicheaans
    - Kekchi
    - Uspanteeks
    - Sacapulteeks
    - Sipakapense
    - Poqomchi'
    - Poqomam
    - Quicheaans
      - Achi
      - K'iche'
      - Kaqchikel
      - Tz'utujil

- Yucateeks
  - Itza
  - Lacandoons
  - Mopan
  - Yucateeks Maya